# Waleri Dmitrijew
Waleri Dmitrijew (international: Valeriy Dmitriyev, * 10. Oktober 1984 in Almaty) ist ein ehemaliger kasachischer Radrennfahrer.

## Karriere
Sein bestes Resultat als Juniorenfahrer erzielte Dmitrijew im Jahr 1997, als er bei den Europäischen Olympischen Jugendspielen Zweiter im Einzelzeitfahren wurde.
Seine internationale Karriere begann Dmitrijew 2004 beim kasachischen Radsportteam Capec. In seiner ersten Saison wurde er Dritter bei der Asienmeisterschaft im Straßenrennen und er gewann eine Etappe bei der U23-Rundfahrt Giro delle Regioni. Zudem erreichte er dort einen zweiten Etappenplatz und wurde im selben Jahr auch Zweiter auf einem Abschnitt des Ràs Tailteann in Irland. Im nächsten Jahr wurde er nach einem zweiten und einem dritten Etappenrang Erster der Gesamtwertung bei der Tour of Greece, wo er als Mitglied eines kasachischen Nationalteams startete.
2006 gewann er – nun wieder für Capec am Start – eine Etappe bei der Ägypten-Rundfahrt und belegte  den dritten Platz in der Gesamtwertung. Er wurde Zweiter des zweiten Abschnitts der Tour of Chongming Island in China auf Platz zwei. Nach der Auflösung des Teams Ende 2006 konnte sich Dmitrijew 2007 bei der Galicien-Rundfahrt zweimal auf dem Podium platzieren.
2008 erhielt Dmitrijew einen Vertrag beim kasachischen Continental Team Ulan. Mit Podiumsplatzierungen beim Giro del Friuli, dem Circuito Montañés sowie auf Tagesabschnitten der Vuelta a Navarra verpasste er einen Sieg nur knapp. In der Gesamtwertung der Vuelta a Navarra wurde er Dritter.
In den Saisons 2009 und 2010 fuhr Dmitrijew für das kasachische ProTeam Astana. Unter anderem wurde er 2010 bei der Tour Down Under, einem Rennen der UCI ProTour, Zehnter der ersten Etappe.
Ende der Saison 2010 beendete Dmitrijew seine aktive Karriere als Berufsradfahrer.

## Erfolge
2004
- eine Etappe Giro delle Regioni

2005
- Gesamtwertung Tour of Greece

2006
- eine Etappe Ägypten-Rundfahrt